# Elect-Sport Football Club
Maillots
Le Tout Puissant Elect-Sport de la Société Nationale de l'Énergie Électrique Football Club (en arabe : نادي قوي جدا إليكت-سبورت للجمعية الوطنية للطاقة الكهربائية لكرة القدم), plus couramment abrégé en Elect-Sport FC, est un club tchadien de football fondé en 1964 et basé à N'Djaména, la capitale du pays.
Avec six titres de champion du Tchad, c'est l'un des meilleurs clubs du pays.

## Historique
- 1964 : Fondation du club[2]
- 1988 : Premier trophée du club, avec un succès en championnat national. Elect-Sport remporte deux autres titres en 1990 et 1992.
- 1991 : Première participation du club à une compétition continentale. À la suite de son second succès en championnat, Elect-Sport représente le Tchad lors de la Coupe des clubs champions africains 1991, qui s'achève prématurément dès le premier tour avec une élimination face aux Algériens de la JS Kabylie. Le match retour, remporté 1-0, reste à ce jour le seul succès du club en compétition africaine.
- 2008 : Quatrième titre en championnat, après seize ans sans trophée. Ce succès lui permet de participer à nouveau à la Ligue des champions de la CAF.
- 2013 : Malgré la suspension du championnat tchadien depuis trois saisons, le club est tout de même invité par la CECAFA à participer à la Coupe Kagame inter-club 2013. Lors de cette édition, Elect-Sport ne peut faire mieux qu'une dernière place en phase de poules.

## Palmarès
| Compétitions nationales |
| --- |
| - Championnat du Tchad (7) : - Vainqueur : 1988, 1990, 1992, 2008, 2018, 2019 et 2022. - Coupe du Tchad : - Finaliste : 1993 et 1996 |

## Personnalités du club

### Présidents du club
- Général Mahamat Tahir Orozi

### Entraîneurs du club
- Mahamat Abakar (2010 - 2011)
- Amane Tounia (2012)
- Maslengar Djikoloum (2013)
- Julien Toukam (2014 - 2015)
- Amane Adoum (2016)
- Francis Oumar Belonga (2018 -)
- Toukam Julie (2021-2022)

## Rivalité
L'Elect-Sport entretient une rivalité avec une autre équipe de la capitale, à savoir le Renaissance FC.